# Gobernación de Oriol
La gobernación de Oriol (en ruso: Орловская губерния) fue una división administrativa del Imperio ruso, después de la R.S.F.S. de Rusia, ubicada en Rusia central con capital en la ciudad de Oriol. Fue creada en 1796 y existió hasta 1928.

## Geografía
La gobernación de Oriol limitaba con las de Kaluga, Tula, Tambov, Vorónezh, Kursk, Chernígov y Smolensk.
El territorio del gobierno de Oriol se encuentra hoy en día repartido en la óblast de Oriol y la de Briansk, más algunas zonas en la óblast de Lípetsk.

## Subdivisiones administrativas
Al principio del siglo XX la gobernación de Oriol estaba dividida en doce uyezds: Bóljov, Briansk, Dmítrovsk, Yeléts, Karáchev, Kromy, Livny, Maloarjánguelsk, Mtsensk, Oriol, Sevsk y Trubchevsk.

## Población
En 1897 la población, rusa en un 99 %, era de 2 033 798 habitantes.